# فاسيلي فليكو ميلوفانوفيتش
فاسيلي فليكو ميلوفانوفيتش هو لاعب كرة قدم صربي في مركز الوسط، ولد في 30 ديسمبر 1998 في كراغوييفاتس في صربيا. لعب مع رادنيتشكي 1923 ‏.

## وصلات خارجية
- فاسيلي فليكو ميلوفانوفيتش على موقع قاعدة بيانات كرة القدم.إي يو (الإنجليزية)
- فاسيلي فليكو ميلوفانوفيتش على موقع Soccerway.com (الإنجليزية)
- فاسيلي فليكو ميلوفانوفيتش على موقع عالم كرة القدم.نت (الإنجليزية)